# Joseph Bambera
Joseph Charles Bambera (ur. 21 marca 1956 w Carbondale w Pensylwanii) – amerykański duchowny katolicki, biskup Scranton w metropolii Filadelfii od 2010.

## Życiorys
Przyszedł na świat w rodzinie Josepha i Irene z domu Kucharski. W roku 1978 uzyskał dyplom z historii na Uniwersytecie w Pittsburghu. Ukończył następnie seminaria w Dalton i Northampton. 5 listopada 1983 otrzymał święcenia kapłańskie z rąk przyszłego kardynała Johna O’Connora. Służył duszpastersko w rodzinnej diecezji Scranton m.in. jako audytor w trybunale diecezjalnym i dyrektor ds. pielgrzymek. Wysłany w 1989 na dalsze studia do Ottawy, zakończył je licencjatem z prawa kanonicznego. W latach późniejszych był m.in. dyrektorem ds. formacji seminarium w Dalton, sędzią w trybunale diecezji, dyrektorem biura ds. ekumenizmu i wikariuszem biskupim ds. księży, a także proboszczem kilku parafii. Prałat honorowy Jego Świątobliwości od 1997. 31 sierpnia 2009 mianowany delegatem kard. Justina Rigali, który był administratorem apostolskim,  do opieki nad diecezją w okresie sede vacante po rezygnacji ordynariusza.
23 lutego 2010 mianowany biskupem Scranton. Sakry udzieił mu kard. Rigali.